# Willesden Green metróállomás
A Willesden Green a londoni metró egyik állomása a 2-es és 3-as zóna határán, a Jubilee line érinti.

## Története
Az állomást 1879. november 24-én a Metropolitan Railway részeként nyitották meg Willesden Green néven. 1894-től 1938-ig Willesden Green and Cricklewood néven üzemelt. 1939-től a Bakerloo line is érintette, majd egy évvel később a Metropolitan line vonatai már nem álltak meg az állomáson. A Bakerloo line-t 1979. május 1-jén a Jubilee line váltotta fel.

## Forgalom
| Járat | Útvonal | Gyakoriság     |
| ----- | --- | -------------- |
|       | Stanmore – Canons Park – Queensbury – Kingsbury – Wembley Park – Neasden – Dollis Hill – Willesden Green – Kilburn – West Hampstead – Finchley Road – Swiss Cottage – St. John’s Wood – Baker Street – Bond Street – Green Park – Westminster – Waterloo – Southwark – London Bridge – Bermondsey – Canada Water – Canary Wharf – North Greenwich – Canning Town – West Ham – Stratford | 2-4 percenként |

## Átszállási kapcsolatok
| Állomás         | Átszállási kapcsolatok         |
| --------------- | ------------------------------ |
| Willesden Green | Helyi buszok (Willesden Green) |

## Fordítás
- Ez a szócikk részben vagy egészben  a   Willesden Green tube station című angol Wikipédia-szócikk fordításán alapul.  Az eredeti cikk szerkesztőit annak laptörténete sorolja fel. Ez a jelzés csupán a megfogalmazás eredetét és a szerzői jogokat jelzi, nem szolgál a cikkben szereplő információk forrásmegjelöléseként.